# Жозеф-Елиезер Берние
Жозеф-Елиезер Берние (на френски: Joseph-Elzéar Bernier) e канадски арктически изследовател.

## Произход (1852 – 1904)
Роден е на 1 януари 1852 година в Л'Иле, провинция Квебек, Канада. На 14-годишна възраст става юнга на бащиния си кораб, а три години по-късно, през 1869, вече е капитан на собствен кораб, на който плава следващите 25 години. През 1895 става директор на затвора в Квебек.

## Изследователска дейност (1904 – 1911)
В периода от 1904 до 1911 на кораба „Арктик“ извършва четири плавания в Арктика, като най-плодотворно е второто му плаване през 1906 – 1907.
През август 1906 пресича Бафиновия залив и пръв проникнва от север в протока Нейви Борд (73°15′ с. ш. 81°00′ з. д. / 73.25° с. ш. 81° з. д.), отделящ остров Байлот на изток от остров Бафинова земя на запад и обявява остров Байлот за канадско владение. Плава на запад през протоците Ланкастър, Бароу и Мелвил, като последователно акостира на четири места (на островите Съмърсет, Грифит, Корнуолис и Батърст) и ги обявява за канадска територия. След това продължава плаването си на запад и продължава да издига канадското знаме на различни места, като по този начин целия Канадски арктичен архипелаг става канадска територия.
На обратния път Берние открива островите Лаудър (145 км2, 74°35′ с. ш. 97°30′ з. д. / 74.583333° с. ш. 97.5° з. д.) и Ръсел (вторично, 940 км2, 74°00′ с. ш. 98°30′ з. д. / 74° с. ш. 98.5° з. д.) в западната част на протока Бароу. Изследва заливите Адмиралтейство (86º з.д.) и Мофет (84º 30` з.д.), разделящ двата северни полуострова на Бафинова земя. Открива протока Еклипс (72°50′ с. ш. 78°00′ з. д. / 72.833333° с. ш. 78° з. д.), отделящ остров Байлот от Бафинова земя, като по този начин доказва островното положение на остров Байлот, смятан дотогава за част от Бафинова земя.
След зимуване в протока Еклипс, през август 1907 г., Берние продължава на север, слиза на югоизточното крайбрежие на остров Елсмиър и с обичайните церемонии обявява за канадски владения огромния остров и всички останали острови намиращи се западно от него.
През 1908 – 1909 извършва неуспешен опит да премине през Северозападния проход от Бафиновия залив до море Бофорт, но успява да достигне само до източния вход (115º з.д.) на протока Макклур.
През зимата на 1910 – 1911 изследва залива Адмиралтейство и в него, на 73°05′ с. ш. 85°10′ з. д. / 73.083333° с. ш. 85.166667° з. д., открива залива Арктик Бей. През пролетта на 1911, изпратените от него в различни направления отряди, завършват изследването на северните полуострови на Бафинова земя – Борден и Бродер. В основата на п-ов Бродер западния отряд открива залива Берние (71°10′ с. ш. 88°10′ з. д. / 71.166667° с. ш. 88.166667° з. д.) и през провлака широк само 15 км, отделящ п-ов Бродер от останалата част на Бафинова земя, открива залива Берлангет (71°15′ с. ш. 88°40′ з. д. / 71.25° с. ш. 88.666667° з. д.), най-южната част на залива Адмиралтейство.

## Следващи години (1912 – 1934)
След приключване на изследователската си дейност Берние се отдава на събиране, сортиране и съхраняване на материали, отнасящи се до откриването и изследването на Канадския арктичен архипелаг.
По време на Първата световна война участва в конвоите превозващи оръжия, войници, стоки и поща в северната част на Атлантическия океан. След войната постъпва в Канадската конна полиция и работи там до пенсионирането си през 1925.
Умира от сърдечен удар на 26 декември 1934 година в Леви, Канада, на 82-годишна възраст.

## Памет
Неговото име носят:
- залив и полуостров в Канадския арктичен архипелаг.